# Rhodesiella kanoi
Rhodesiella kanoi är en tvåvingeart som beskrevs av Kanmiya 1987. Rhodesiella kanoi ingår i släktet Rhodesiella och familjen fritflugor.
Artens utbredningsområde är Taiwan. Inga underarter finns listade i Catalogue of Life.